# Veraliprid
Veraliprid je organsko jedinjenje, koje sadrži 17 atoma ugljenika i ima molekulsku masu od 383,462 .

## Osobine
| Osobina                  | Vrednost |
| ------------------------ | -------- |
| Broj akceptora vodonika  | 6        |
| Broj donora vodonika     | 2        |
| Broj rotacionih veza     | 8        |
| Particioni koeficijent ( | 1,0      |
| Rastvorljivost (logS, log(mol/L))       | -3,1     |
| Polarna površina (PSA, Å2)  | 119,3    |

## Neželjene posledice
Жене које су га узимале, поред паркинсонизма, у врло раном добу су изазвале Паркинсонову болест, много агресивнију Паркинсонову болест која је напредовала много брже и довела до смрти у веома раној доби. Такође је произвела и друге озбиљне последице као што су тумори, депресија, деменција, итд, итд. Из тог разлога, његова продаја је престала упркос чињеници да је Санофи лабораторија знала за озбиљне нуспојаве које је произвела и дозволила здравим женама да га узимају годинама касније (чак и годинама касније његова продаја је дозвољена у Мексику након што је забрањена у свим земљама скоро 15 година). Европа лек који Сједињене Државе никада нису одобриле)

## Literatura
- Hardman JG, Limbird LE, Gilman AG (2001). Goodman & Gilman's The Pharmacological Basis of Therapeutics (10. izd.). New York: McGraw-Hill. ISBN 0071354697. doi:10.1036/0071422803.
- Thomas L. Lemke; David A. Williams, ur. (2007). Foye's Principles of Medicinal Chemistry (6. izd.). Baltimore: Lippincott Willams & Wilkins. ISBN 0781768799.

## Spoljašnje veze
|  | Molimo Vas, obratite pažnju na važno upozorenje u vezi sa temama iz oblasti medicine (zdravlja). |